# Micropterix aureofasciella
Micropterix aureofasciella es una especie de lepidópteros de la familia Micropterigidae.

## Distribución geográfica
Es endémica de Argelia.